# 14. СС гренадирска дивизија (1. украјинска)
14. СС гренадирска дивизија (1. галицијска), претходно 14. СС добровољачка дивизија „Галиција“ је била једна од 38 дивизија Вафен-СС-а коју су почетку чинили добровољци украјинског порекла из Галиције, али је касније укључивала и Словаке, Чехе и холандске добровољце и официре. Основана је 1943. У великој мери је била уништена у бици за Броди, али је касније реорганизована и борила се у Словачкој, Југославији и Аустрији пре него што је преименована у прву дивизију Украјинске националне армије и предала се западним Савезницима до 10. маја 1945.